# Долно-Черковиште
Долно-Черковиште (болг. Долно Черковище) — село в Болгарии. Находится в Хасковской области, входит в общину Стамболово. Население составляет 218 человек.

## Политическая ситуация
В местном кметстве Долно-Черковиште, в состав которого входит Долно-Черковиште, должность кмета (старосты) исполняет Себахтин Шакир Халил (Движение за права и свободы (ДПС)) по результатам выборов.
Кмет (мэр) общины Стамболово — Гюнер Фариз Сербест (Движение за права и свободы (ДПС)) по результатам выборов.